# ارتم اوداچین
ارتم اوداچین (اوکراینی: Артем Сергійович Удачин؛ زادهٔ ۲۶ مارس ۱۹۸۰) ورزشکار وزنه‌برداری اهل اوکراین است.
وی در مسابقات کشوری و بین‌المللی در مجموع برندهٔ ۳ مدال نقره، ۲ مدال برنز شده‌است.